# Sergueï Mouraviov-Apostol
Pour les articles homonymes, voir Mouraviov et Apostol.
Sergueï Ivanovitch Mouraviov-Apostol (en russe : Сергей Иванович Муравьев-Апостол), né le 28 septembre 1796 (9 octobre dans le calendrier grégorien) à Saint-Pétersbourg et mort le 13 juillet 1826 (25 juillet dans le calendrier grégorien) à la Forteresse Pierre-et-Paul, est un lieutenant-colonel russe qui participa à l’insurrection décabriste. Il est le frère de Ipollite Ivanovitch Mouraviov-Apostol et de Matveï Ivanovitch Mouraviov-Apostol, et le cousin de Nikita Mikhaïlovitch Mouraviov-Apostol et Artamon Zakharevitch Mouraviov-Apostol, tous décabristes.

## Biographie
Son père, Ivan Mouraviov-Apostol, était diplomate. Sergueï Mouraviov passe son enfance entre Hambourg et Paris puis termine ses études à l'institut des ingénieurs à Saint-Pétersbourg (Петербургский Институт Инженеров Путей Сообщения). Il sert ensuite dans l'armée impériale russe.
Il est ancien combattant de la campagne de Russie de 1812. Il prend part aux batailles de Vitebsk, de la Moskova, de Winkowo et de Maloyaroslavets. Il est décoré à la bataille de la Bérézina pour acte de bravoure. Il participe également à la bataille de Leipzig (1813) et enfin à la bataille de Paris (1814) (pour laquelle il est décoré de l'ordre de Sainte-Anne de deuxième classe).
Après les guerres napoléoniennes, il devient lieutenant puis plus tard capitaine de la Garde russe dans le régiment Semionovsky. Après le soulèvement du régiment en 1821, il devient lieutenant-colonel du régiment de Poltava puis de celui du régiment d'infanterie de Tchernigov en 1822.
Entre le 2 janvier 1817 et le 22 décembre 1818, il est initié franc-maçon. Il fait partie de la loge des « Trois Vertus ». Il fonde la Société l'Union du Salut et l’Union de la Prospérité, toutes deux pro décembristes. Il fut également l'un des dirigeants de la Société du Midi. Il organise également la correspondance entre la Société du Midi et l'Union des Slaves-Unis. Il est l'auteur d'une « catéchèse » pour les décembristes et soutient l’abolition du servage et l’installation d'une république en Russie. Il faisait également partie du complot destiné à assassiner le Tsar.
En 1825, il dirige le soulèvement du régiment de Tchernigov. Il est arrêté le 29 décembre de la même année. Libéré par ses officiers, il mène une insurrection contre les forces du gouvernement le 3 janvier 1826 et en sort grièvement blessé. Ses blessures l'empêchant de monter à cheval il demande à être attaché à la selle pour pouvoir mener une ultime attaque de cavalerie sur l'artillerie adverse. La bataille est perdue et Sergueï Ivanovitch est arrêté.
Le 20 janvier, il est transféré à Saint-Pétersbourg. C'est l'un des cinq décabristes à être condamné à mort. Pendu le 25 juillet 1826 à la forteresse Pierre-et-Paul, il est enterré dans un endroit tenu secret sur l'île des Décabristes à Saint-Pétersbourg.